# Алиева, Хокума Джалил кызы
Хокума Джалил кызы Алиева (азерб. Hökumə Cəlil qızı Əliyeva; в девичестве — Насибли; 8 августа 1991, Сусузлуг — 25 декабря 2024, близ Актау) — азербайджанская стюардесса, старший бортпроводник потерпевшего крушение близ Актау самолёта Embraer E190 «Азербайджанских авиалиний». Национальный герой Азербайджана (2024; посмертно).

## Биография
Хокума Алиева родилась 8 августа 1991 года в селе Сусузлуг Кельбаджарского района. В 1993 году во время Карабахской войны, после того, как село Сусузлуг, как и территория всего Кельбаджарского района, перешли под контроль армянских сил, семья Алиевых была вынуждена покинуть родное село. Хокума вместе со своей семьёй сначала временно поселились в селе Карадемирчи Бардинского района как вынужденные переселенцы, а в 1996 году — переехали в Россию и некоторое время жили в Волгоградской области. Здесь Хокума училась с 1 по 6 класс в школе № 78 города Волгоград.
Затем семья Алиевых вернулись в Азербайджан, переехав в город Гянджу. Здесь она продолжила своё образование и, окончив среднюю школу № 30 имени Вугара Вейсалова города Гянджи, поступила на юридический факультет Бакинского государственного университета, набрав 612 баллов из 700 максимальных. Позднее она получил степени магистра и доктора наук.
В 2016 году Хокума Алиева начала работать в «Азербайджанских авиалиниях», сначала переводчиком, а затем бортпроводником. Алиева собиралась работать юристом в  «Азербайджанских авиалиниях» и незадолго до гибели уже была принята на работу. Потерпевший крушение рейс, на котором находилась Алиева, должен был стать одним из последних её рейсов в качестве бортпроводника.

### Гибель
25 декабря 2024 года самолёт Embraer E190 «Азербайджанских авиалиний» выполнял пассажирский рейс № 8243 по маршруту Баку—Грозный. По предварительным результатам расследования власти Азербайджана и авиакомпания сообщили, что самолёт потерпел крушение в Казахстане после «внешнего физического и технического воздействия». Согласно азербайджанским правительственным источникам, самолёт был поражён российской ракетой класса «земля-воздух» в момент отражения атаки украинских БПЛА на аэропорт Грозный. Осколки ракеты поразили пассажиров и членов экипажа, взорвавшись рядом с самолётом. Один из азербайджанских источников, знакомых с ходом расследования, сообщил агентству Reuters, что предварительные результаты показали, что самолёт был поражён российской системой ПВО «Панцирь-С», а его системы связи были парализованы системами радиоэлектронной борьбы на подлёте к Грозному. Из-за сложных погодных условий в ближайших аэропортах и отказа систем управления командир Игорь Кшнякин принял решение лететь через Каспийское море в сторону аэропорта Актау, расположенного в равнинной местности в Казахстане.

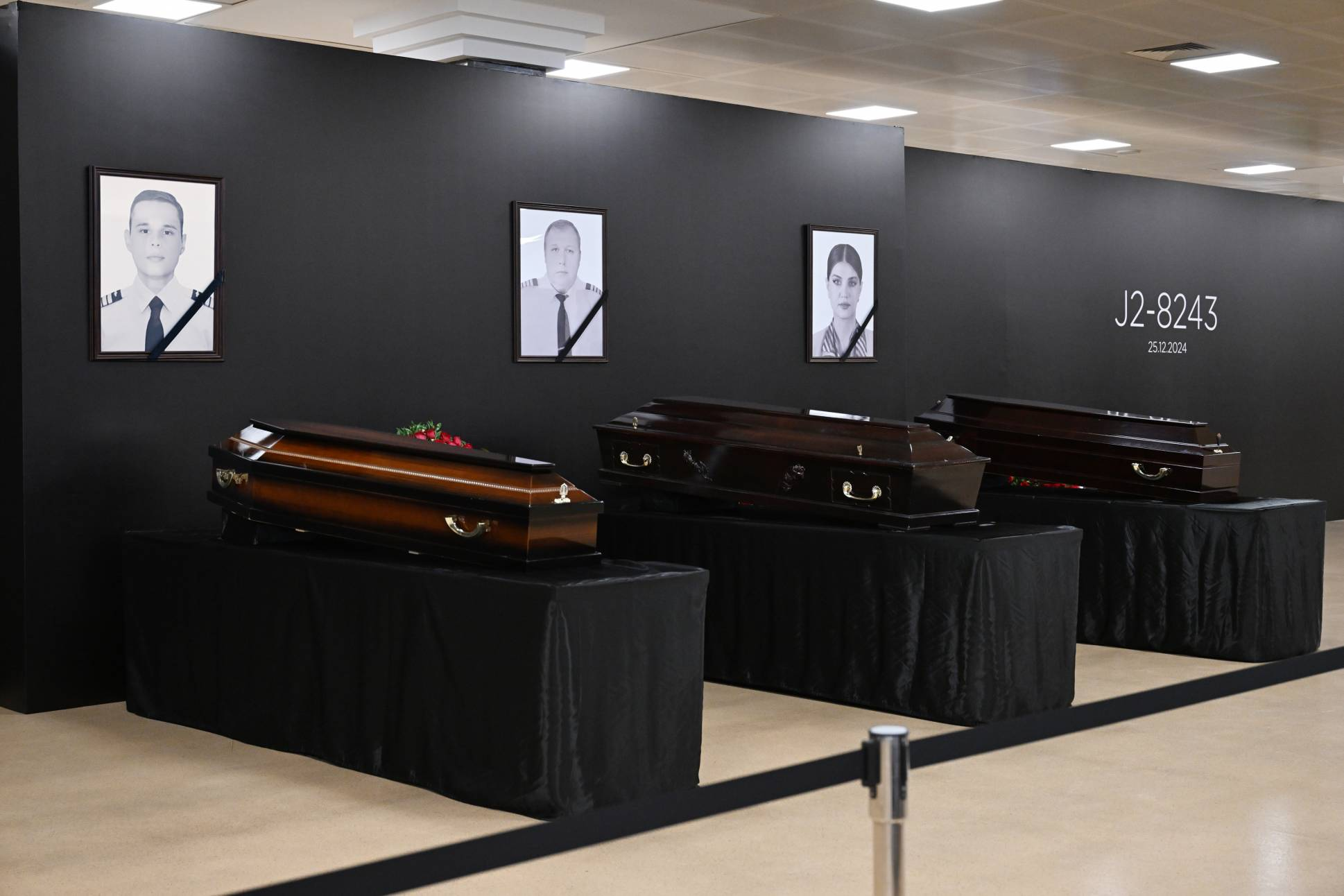
Церемония прощания с погибшими членами экипажа рейса J2-8243 (гроб с телом Алиевой — справа). Международный аэропорт имени Гейдара Алиева

На подлёте к Актау, сделав две петли над аэропортом, самолёт рухнул рядом со взлётно-посадочной полосой (ВПП) и загорелся. На борту самолёта находилось 67 человек (62 пассажира и 5 членов экипажа), из них выжило 29, включая двух членов экипажа. Алиева, а также оба пилота погибли.
Как позже рассказал выживший бортпроводник самолёта Зульфугар Асадов, первоначально командир судна Игорь Кшнякин собирался совершить посадку на воду, так как, как сказал ему сам командир самолёта, ему «посоветовали» посадить самолёт в море, но затем он решил совершить аварийное приземление на землю. Чтобы избежать потерь среди гражданских, пилоты увели самолёт подальше от жилых домов села в сторону окрестностей авиагавани. Хокума Алиева до последнего успокаивала и инструктировала пассажиров терпящего крушение рейса. В сеть попала видеозапись с салона ещё летевшего судна, на которой слышен голос Алиевой:
…Всем пристегнуть ремни. Уважаемые пассажиры, действуйте в соответствии с правилами. Всё будет хорошо. Всем сесть, пристегнуть ремни. Не стойте в проходе. Это опасно!Оригинальный текст (азерб.)…Hamı kəmərlərini bağlasın, hörmətli sərnişinlər. Təlimata uyğun hə… hərəkət edin. Hər şey yaxşı olacaq. Hamı əyləşsin, kəmərini bağlasın. Dəhlizdə durmayın. Təhlükəlidir!
28 декабря, на третий день после катастрофы, по инициативе российской стороны состоялся телефонный разговор президентов России и Азербайджана. Президент Азербайджана Ильхам Алиев во время разговора заявил, что пассажирский самолёт «Азербайджанских авиалиний», находясь в воздушном пространстве России, «подвергся внешнему физическому и техническому воздействию извне и полностью потерял управление, был направлен в казахстанский город Актау и смог совершить аварийную посадку только благодаря храбрости и профессионализму пилотов». Алиев отметил, что «на фюзеляже самолета имеются многочисленные пробоины, пассажиры и члены экипажа, еще находясь в воздухе, получили ранения от посторонних частиц, пробивших обшивку и попавших в салон самолета, и что свидетельства выживших бортпроводников и пассажиров самолета подтверждают факт внешнего физико-технического воздействия». Президент России Владимир Путин извинился перед Ильхамом Алиевым за то, что «трагический инцидент произошел в воздушном пространстве России», заявив, что в это время Грозный, Моздок и Владикавказ атаковали украинские боевые беспилотные летательные аппараты, упомянув также работу российского ПВО, но не признав, что именно это стало причиной падения лайнера.
В ночь на 29 декабря тело  Хокумы Алиевой спецбортом было доставлено в Баку. В этот же день состоялась церемония прощания с Алиевой и другими погибшими членами экипажа, на которой присутствовали президент Азербайджана Ильхам Алиев и вице-президент страны Мехрибан Алиева. Алиева была похоронена на II Аллее почётного захоронения в Баку.
На момент гибели была замужем, детей не имела.

## Награды

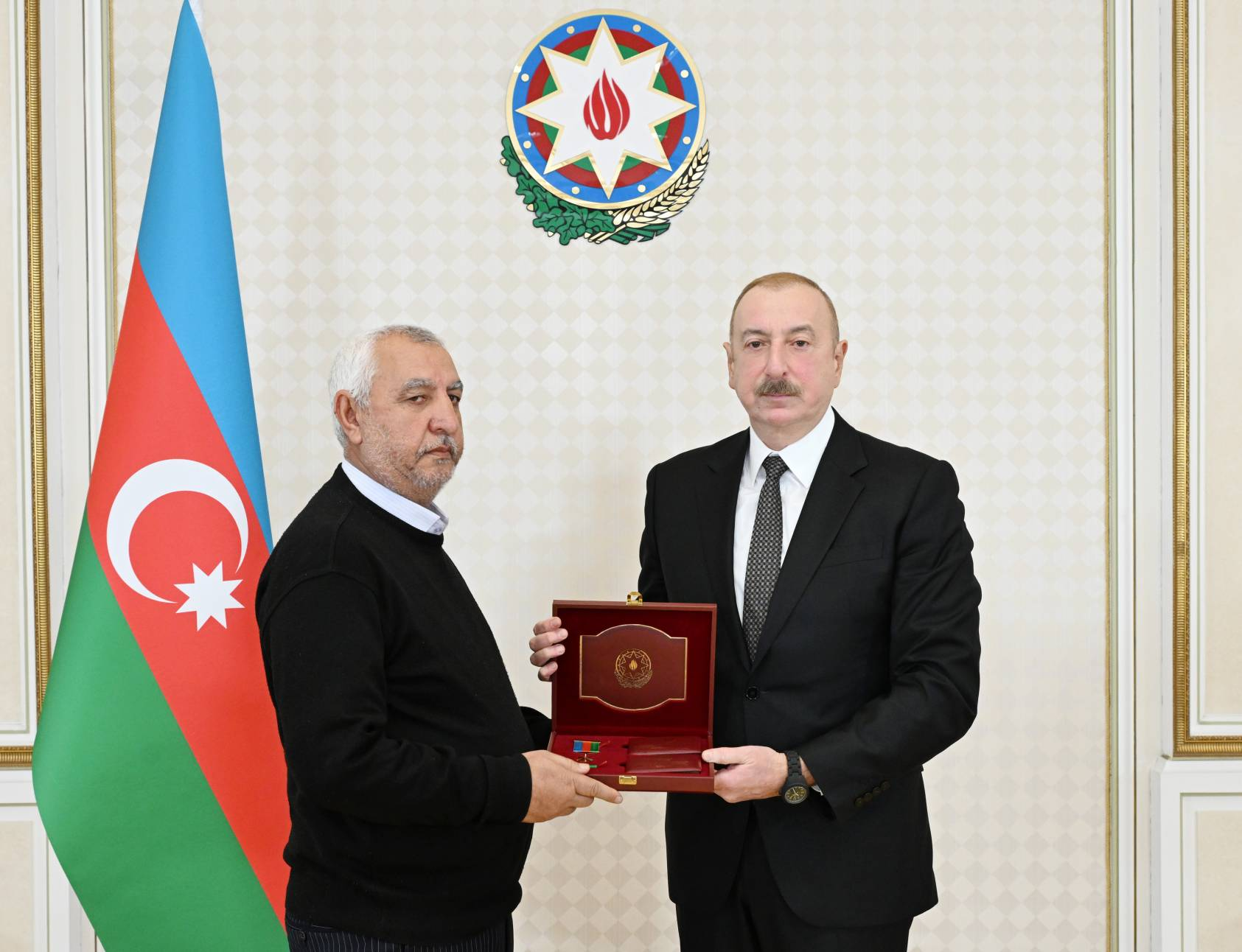
Президент Азербайджанской Республики Ильхам Алиев вручает отцу Хокумы Алиевой медаль Национального героя Азербайджана его дочери

Распоряжением президента Азербайджанской Республики Ильхама Алиева от 29 декабря 2024 года Хокуме Джалил кызы Алиевой «за высокий профессионализм, мужество и самоотверженность, проявленные при исполнении служебных обязанностей и спасении жизней пассажиров» во время авиакатастрофы, произошедшей при выполнении рейса Баку—Грозный пассажирского самолёта Embraer 190 ЗАО «Азербайджанские авиалинии» было присвоено звание Национального героя Азербайджана (посмертно). Алиева стала третьей женщиной в истории, удостоенной этого высшего звания.

## См.также
- Аскерова, Гюльтекин Мелик кызы
- Аскерова, Салатын Азиз кызы